# Florida International University
L'Università internazionale della Florida (Florida International University) è un'università statunitense fondata nel 1965 a Miami, in Florida.

## Sport
I Panthers, fanno parte della NCAA Division I, e sono affiliati alla Conference USA. Il football americano e il basket sono gli sport principali.